# El Kala
El Kala (en árabe: القالة, antiguamente conocido como: La Calle) es un puerto de Argelia situado en la Provincia de El Tarf, a unos 90 km por ferrocarril al este de Annaba y a 16 km al oeste de la frontera tunecina. 
Se trata de un punto clave para la pesca de sardinas y coral, tanto por parte de Argelia como de Túnez. El puerto es pequeño y expuesto a los vientos de oeste y noreste. La antigua ciudad fortificada, hoy casi abandonada, está construida sobre una península rocosa de unos 400 metros de largo, conectada con el resto del continente gracias a un banco de arena. Después de la ocupación de El Kala por los franceses en 1836, una nueva ciudad creció a lo largo de la costa.